# Ali al-Iyadi
Ali al-Iyadi, de son nom complet Ali ibn Muhammad al-Iyadi, né à Tunis et mort en 976, est un poète ifriqiyen du Xe siècle.
Il est le poète lauréat de la dynastie fatimide basée à Kairouan puis Mahdia, et sert les califes Al-Qaim, Al-Mansour et Al-Muʿizz.

## Biographie
Il naît et grandit à Tunis puis entre au service des Fatimides à Kairouan et Mahdia à l'époque d'Al-Qaim et d'Al-Mansour. 
Il écrit un poème décrivant la marine fatimide sous le règne d'al-Qaim, lorsque celle-ci envahit Gênes et la Sardaigne.
Al-Iyadi meurt en 976, probablement au Caire.